# 524 Fidelio
524 Fidelio è un asteroide della fascia principale del diametro medio di circa 71,73 km. Scoperto nel 1904, presenta un'orbita caratterizzata da un semiasse maggiore pari a 2,6342880 UA e da un'eccentricità di 0,1288804, inclinata di 8,22344° rispetto all'eclittica.
Il nome fa riferimento a Fidelio, un'opera di Ludwig van Beethoven. Esso è il falso nome sotto il quale si nasconde Leonore, moglie di Florestan.